# Élections législatives de 1978 en Polynésie française
Les élections législatives françaises de 1978 se déroulent le 12 mars.  Dans le territoire de la Polynésie française, deux députés sont à élire dans le cadre de deux circonscriptions.

## Élus
| Circonscription | Député sortant     | Parti              | Parti              | Député élu ou réélu | Parti | Parti |
| --------------- | ------------------ | ------------------ | ------------------ | ------------------- | ----- | ----- |
| 1re             | Nouvellement créée | Nouvellement créée | Nouvellement créée | Jean Juventin       |       | UDF   |
| 2e              | Nouvellement créée | Nouvellement créée | Nouvellement créée | Gaston Flosse       |       | RPR   |

## Résultats

### Résultats à l'échelle du territoire
|                | Union pour la démocratie française | 22 715 | 47,96  | 1 |  |  |
|                | Rassemblement pour la République   | 15 491 | 32,71  | 1 |  |  |
|                | Divers droite                      | 2 560  | 5,41   | 0 |  |  |
|                | Majorité présidentielle            | 40 766 | 86,08  | 2 |  |  |
|                |                                    |        |        |   |  |  |
|                | Parti socialiste                   | 3 398  | 7,17   | 0 |  |  |
|                | Union de la gauche                 | 3 398  | 7,17   | 0 |  |  |
|                |                                    |        |        |   |  |  |
|                | Divers gauche                      | 3 195  | 6,75   | 0 |  |  |
|                |                                    |        |        |   |  |  |
| Inscrits       | Inscrits                           | 71 296 | 100,00 | 2 |  |  |
| Abstentions    |                                    |        |        |   |  |  |
| Votants        |                                    |        |        |   |  |  |
| Blancs et nuls |                                    |        |        |   |  |  |
| Exprimés       | Exprimés                           | 47 359 |        |   |  |  |

### Résultats par circonscription

#### Première circonscription (Papeete - Tahiti-Ouest)
|                | Jean Juventin élu              | UDF (Here ai'a)          | 16 046 | 52,39  |  |  |  |
|                | Éric Lequerré                  | RPR                      | 6 872  | 22,44  |  |  |  |
|                | Arthur Chung                   | Divers droite (Taatiraa) | 2 560  | 8,36   |  |  |  |
|                | Henri Hiro                     | PS                       | 2 381  | 7,77   |  |  |  |
|                | Charles Ching                  | Divers gauche            | 1 714  | 5,60   |  |  |  |
|                | Marcel Tairapa                 | Divers gauche            | 665    | 2,17   |  |  |  |
|                | Jean-Baptiste Céran-Jérusalémy | Divers gauche            | 389    | 1,27   |  |  |  |
|                |                                |                          |        |        |  |  |  |
| Inscrits       | Inscrits                       | Inscrits                 | 46 827 | 100,00 |  |  |  |
| Abstentions    |                                |                          |        |        |  |  |  |
| Votants        |                                |                          |        |        |  |  |  |
| Blancs et nuls |                                |                          |        |        |  |  |  |
| Exprimés       | Exprimés                       | Exprimés                 | 30 627 |        |  |  |  |

#### Deuxième circonscription (Pirae - Tahiti-Est)
|                | Gaston Flosse élu | RPR (Tahoeraa)  | 8 619  | 51,51  |  |  |  |
|                | Maco Tevane       | UDF (Here ai'a) | 6 669  | 39,86  |  |  |  |
|                | Jacqui Drollet    | PS              | 1 017  | 6,08   |  |  |  |
|                | Tapu              | Divers gauche   | 427    | 2,55   |  |  |  |
|                |                   |                 |        |        |  |  |  |
| Inscrits       | Inscrits          | Inscrits        | 24 469 | 100,00 |  |  |  |
| Abstentions    |                   |                 |        |        |  |  |  |
| Votants        |                   |                 |        |        |  |  |  |
| Blancs et nuls |                   |                 |        |        |  |  |  |
| Exprimés       | Exprimés          | Exprimés        | 16 732 |        |  |  |  |